# Rajiv
Cette page présente le prénom Rajiv ainsi que ses variantes.
Rajiv (en devanagari राजीव) est un prénom masculin indien qui peut également être écrit Rajive, Rajeev pour les anglophones ou même Radjiv.  Le sens premier de ce prénom est « qui a des rayures ou des points »,. Il signifie « fleur de lotus » en Hindi et en Sanskrit.
Sur le plan international, le personnage le plus célèbre ainsi nommé est Rajiv Gandhi, ancien premier ministre de l'Inde.